# Instituto Matías Romero
El Instituto Matías Romero es un órgano desconcentrado de la Secretaría de Relaciones Exteriores en México. Inaugurado en 1974, el IMR buscaba la capacitación de una nueva generación de diplomáticos más preparados y capaces de asumir nuevas tareas retos; hasta el día de hoy el objetivo central del Instituto es capacitar al personal de nuevo ingreso al Servicio Exterior Mexicano, tanto en la rama diplomática-consular como en la técnico-administrativa.

## Objetivo
El objetivo del IMR es formar cuadros que al mismo tiempo que estén capacitados para los cargos designados, asuman la defensa de la política exterior de México y sus intereses, en un cambiante escenario internacional cada vez más complicado.
La misión del IMR es “preparar recursos humanos de alto nivel académico y técnico en materia de diplomacia, política internacional y política exterior de México, en beneficio del Servicio Exterior Mexicano, la Secretaría de Relaciones Exteriores y otras instituciones de interés público.
Debe su nombre al diplomático mexicano Matías Romero.

## Funciones
Las funciones originales, asignadas en el Reglamento Interior de la Secretaría de Relaciones Exteriores del 17 de octubre de 1979, fueron:
1. Programar cursos de capacitación y actualización de conocimientos a los miembros del Servicio Exterior Mexicano.
2. Actuar como Centro de Estudios Internacionales de alto nivel, de investigación y divulgación en materia de política exterior, así como de intercambio con los organismos, asociaciones e instituciones afines.
3. Formar una biblioteca especializada en Derecho Internacional, Historia Diplomática, Política Internacional y Método Diplomático, así como de otras disciplinas afines para consulta y estudio.
4. Coordinar las labores y el adecuado funcionamiento del laboratorio de lenguas de la Secretaría.
5. Dar apoyo a la Comisión Consultiva de Ingreso para la organización y el desarrollo de los concursos públicos generales para ingresar al Servicio Exterior, a que se refiere la Ley Orgánica del Servicio Exterior Mexicano.

Las funciones del IMR se vieron ampliadas en las reformas al Reglamento de 1984, se mantuvieron las primeras cinco con mínimas modificaciones y se agregaron las siguientes:
6. Llevar a cabo el control y actualización de los expedientes y documentos relativos a los participantes en los cursos que ofrezca.
7. Realizar las demás funciones que las disposiciones legales confieran a la Secretaría, que sean afines a las señaladas en las fracciones anteriores y que le encomiende el Secretario.

## Estructura
El Instituto se creó originalmente con una Dirección General; una Subdirección; cinco programas: Capacitación, Extensión Académica, Investigación, Publicaciones, y Documentación y Biblioteca; una Asesoría de la Dirección General; una Coordinación Administrativa, y personal de apoyo de diversas categorías. 
Actualmente, el IMR se conforma de dos Direcciones Generales Adjuntas: la de Vinculación Internacional, Difusión y Control Interno y la de la Academia Diplomática.
De él también depende el Museo del Acervo Histórico y Artístico de la Secretaría de Relaciones Exteriores, conocido como Museo de la Cancillería, el cual alberga una colección de arte contemporáneo, así documentos históricos, objetos antiguos y material gráfico que da cuenta de la historia de las relaciones diplomáticas mexicanas.

## Directores
- Carlos Sepúlveda
- Patricia Galeana
- Rosario Green
- Walter Astié-Burgos (1999-2001)
- Pablo Macedo Riba
- Celia Toro
- Alfonso de Maria y Campos Castelló
- Natalia Saltalamaccia
- Alejandro Alday
- María Teresa Mercado
- Juan José Bremer

## Servicio Exterior Mexicano
El servicio exterior es el cuerpo permanente de funcionarios del Estado encargado de representarlo en el extranjero, responsable de ejecutar la política exterior de México, de conformidad con los principios normativos que establece la Constitución Política de los Estados Unidos Mexicanos. El Servicio Exterior depende del Ejecutivo Federal. Su principal responsabilidad son promover y salvaguardar los intereses nacionales ante los Estados extranjeros y en los organismos y reuniones internacionales en los que participe México y mantener y fomentar las relaciones entre México y los miembros de la comunidad internacional e intervenir en todos los aspectos de esos vínculos que sean competencia del Estado.
La Ley Orgánica del Servicio Exterior Mexicano establece en el capítulo V que el ingreso como miembro del personal de carrera de las ramas diplomática o consular se realiza mediante concursos públicos generales, cuyas convocatorias son difundidas en los medios de comunicación. Las dos primeras etapas de este concurso tienen que ver directamente con el Instituto: la primera es un examen de admisión al mismo y la segunda establece la obligatoriedad de cursar las materias que se imparten en él, cuya duración es de aproximadamente nueve meses y medio.
El examen de ingreso de la primera etapa, así como el de la tercera para optar a la categoría de agregado diplomático o vicecónsul, es elaborado por los miembros académicos de la Comisión Consultiva de Ingreso, integrada por funcionarios de la Cancillería y representantes de instituciones educativas de nivel superior, quienes también los califican.
Para ingresar al servicio de carrera se requiere ser mexicano por nacimiento sin otra nacionalidad, tener buenos antecedentes, estar apto física y mentalmente y no pertenecer al estado eclesiástico. Las etapas eliminatorias del concurso también incluyen un examen de cultura general orientado a las relaciones internacionales, examen de español, exámenes para comprobar el dominio del idioma inglés y la capacidad para traducir alguno de los otros idiomas oficiales de la Organización de las Naciones Unidas, la elaboración de un ensayo sobre un tema de actualidad en política exterior, entrevistas, exámenes médicos y psicológicos, cursos especializados en y un periodo de experiencia práctica en la Secretaría.
Durante la formación se busca uniformar los conocimientos de los candidatos y prepararlos en la rama seleccionada (diplomático-consular o técnico-administrativa) a partir de criterios teóricos y prácticos.

## Academia Diplomática
Como parte de sus funciones de capacitación y actualización, el IMR imparte clases de idiomas para sus becarios y personal de la Secretaría de Relaciones Exteriores, incluyendo de español para los miembros del Cuerpo Diplomático acreditado en México.
Las actividades de extensión académica también apoyan la preparación de otras dependencias oficiales, del sector académico y del público en general interesados en las relaciones internacionales. El objetivo del programa es "contribuir al análisis, la discusión y la reflexión sobre temas de interés político, económico y social a nivel nacional e internacional para, a través de actividades como seminarios, conferencias, talleres, mesas redondas, etc., difundir la política exterior del país y coadyuvar a la formulación de propuestas de acción.

## Publicaciones
El IMR publica la Revista Mexicana de Política Exterior y las colecciones Cuadernos de Política Internacional, Historia Oral de la Diplomacia Mexicana y Apuntes de Política Exterior, así como publicaciones especiales.
La Revista Mexicana de Política Exterior (RMPE) (ISSN de la versión impresa: 0185-6022; ISSN de la versión electrónica: 2594-2441) es una publicación cuatrimestral, el primer número se publicó en octubre de 1983 bajo la dirección de Rosario Green como titular del IMR y Bernardo Sepúlveda como titular de la SRE. La publicación de la Revista respondió a la necesidad de contar con un medio que brindara información acerca del acontecer internacional de México y que coadyuvara con el  compromiso del IMR  de difundir los principales temas de política internacional y divulgar estudios, documentos, notas, informes, testimonios y entrevistas sobre hechos que han dejado constancia del quehacer de México en el mundo, así como reseñas de novedades editoriales en torno a temas de relaciones internacionales.6
El número 113 (enero-abril de 2018) de la Revista Mexicana de Política Exterior "La diplomacia pública en la era digital", es una publicación en español e inglés. Fue coordinado por Daniel Aguirre Azócar, Ilan Manor y Alejandro Ramos Cardoso. El último número está dedicado a América Latina y el Caribe.
Los Cuadernos de Política Internacional (CPI) tienen el objetivo de reunir estudios, ensayos y ponencias relevantes para México. "El primer número La seguridad internacional en América Latina y el Caribe. El debate contemporáneo" fue publicado en 1995 bajo la coordinación de Olga Pellicer. Hasta diciembre de 2018 se han publicado 19 números.
La colección Historia Oral de la Diplomacia Mexicana está integrada por volúmenes que buscan recuperar y difundir testimonios, experiencias y aportes de excancilleres y embajadores mexicanos en retiro. El primer volumen es Gilberto Bosques: el oficio del gran negociador. Hasta diciembre de 2018 se han publicado 5 volúmenes de esta colección.
Los Apuntes de Política Exterior es una colección que consta de ensayos o estudios sobre temas relevantes de la política exterior de México. Hasta diciembre de 2019 se han publicado 15 números de distribución interna dentro de la SRE.

## Sedes
El IMR ha sido hospedado por edificios de importante valor histórico en la Ciudad de México como la Aduana del Pulque de Peralvillo, que comenzó a operar en 1753 tras las reformas fiscales impulsadas por el virrey Conde de Revillagigedo. En 1931 el edificio fue declarado monumento nacional y no es sino hasta 1973 cuando quedó a cargo de la Secretaría de Relaciones Exteriores para que sirviera de asiento al recién creado Instituto Matías Romero de Estudios Diplomáticos (IMRED).
A finales de 2006, el IMR se mudó al Edificio Triangular de la SRE, por casi cuatro años en la colonia Guerrero, obra del arquitecto Teodoro González de León.Desde 2010, su sede es el Convento anexo al antiguo oratorio dedicado a San Juan Neri, erigido en la segunda mitad del siglo XVIII en el Centro Histórico de la Ciudad de México, que comparte con la Biblioteca Miguel Lerdo de Tejada de la Secretaría de Hacienda y Crédito Público y con el Museo de la Cancillería.
La primera propietaria de este edificio fue la orden jesuita. En 1767 quedó en completo abandono y al año siguiente sufrió la embestida de un terremoto que destruyó una parte del edificio. Fue entonces que se convirtió en hogar de huérfanos y niños desamparados. Entre principios del siglo XIX y la primera mitad del siglo XX fue caballeriza, bodega, vivienda particular y taller mecánico. Su restauración definitiva fue alrededor de 1970 para albergar las oficinas de la Comisión Nacional Bancaria y de Valores y finalmente al Instituto Matías Romero.